# Lowlanders
O Povo escocês das terras baixas (ânglico escocesa: Scots Fowk; em gaélico escocês:  Albannaich Gallda), também chamado de escoceses das terras baixas, escoceses Lowlanders, ou Lowlanders, é um grupo étnico nativo da Escócia que fala a língua ânglica escocesa e compartilha uma história e cultura comuns. Como etnia, eles divergiram em grande parte dos mesmos ancestrais dos ingleses modernos nativos do norte da Inglaterra.
Os Lowlanders em grande parte descendem de dois principais grupos populacionais históricos – as tribos germânicas ocidentais que migraram para a parte sudeste da Grã-Bretanha após a retirada dos romanos (anglos e saxões), e os bretões celtas parcialmente romanizados já estabelecidos lá. Eles emergiram em grande parte dos anglos, que subjugaram os vizinhos cumbrianos de língua celta em um reino anglo-saxão e se estabeleceram nas terras baixas escocesas. Mais tarde, o Reino Anglo da Nortúmbria foi dividido, com suas terras do norte e povos de língua germânica tornando-se parte da Escócia Medieval.
Agrupamentos distintos nos séculos 15 e 16, os escoceses das terras baixas migraram e se estabeleceram em partes da América do Norte, Austrália e Nova Zelândia, tornando-se o grupo étnico dominante em vários assentamentos do Novo Mundo. Durante esta época, a Plantation de Ulster viu Lowlanders colonizarem áreas do norte da Irlanda ao lado de plantadores de partes vizinhas do norte da Inglaterra às Lowlands. Continuando com o Império Britânico, sua diáspora demonstrou uma tendência de assentamento e miscigenação com ingleses e seus descendentes; tornando-se contribuintes significativos para o fundo cultural e ancestral de Old Stock Americans, Old Stock Canadians e o povo escocês de Ulster na Irlanda do Norte. Aqueles Lowlanders que permaneceram na Escócia tornaram-se o grupo dominante na nação – em termos políticos e demográficos – nos séculos XIX e XX.

## Histórico

### Formação do grupo étnico das terras baixas
Acadêmicos e estudiosos estudaram o desenvolvimento do grupo étnico escocês das terras baixas e outros grupos étnicos escoceses nativos, observando suas etnogêneses nos séculos XIX e XX. Com experiência variada em cultura europeia e história escocesa, o sociolinguístico Ken MacKinnon, os historiadores Colin Kidd, Susan Reynolds, Felipe Fernández-Armesto, Steven L. Danver, e geógrafos, como Barry A. Vann, e Donald W. Meinig, documentaram a distinção entre os escoceses das terras baixas e outros grupos étnicos nativos da Escócia, como os gaélicos escoceses. O sociólogo Erik Allardt os definiu como agrupamentos etnolinguísticos separados e distinguíveis. O historiador James Belich refere-se aos Lowlanders como um grupo etnoreligioso distinto.

Um relatório da Associação Internacional de Ciência Política de 1974 delineou essa pluralidade étnica dentro da Escócia como: as Terras Altas da Escócia." Em 2014, o historiador Steven L. Danver, especializado em grupos étnicos indígenas, afirmou o seguinte, sobre as origens ancestrais únicas dos escoceses das terras baixas e dos gaélicos: 
O povo da Escócia é dividido em dois grupos - escoceses das terras baixas na parte sul do país e escoceses das terras altas no norte - que diferem uns dos outros etnicamente, culturalmente e linguisticamente ... Lowlanders diferem de Highlanders em sua origem étnica. Enquanto os escoceses das terras altas são descendentes de celtas (gaélicos), os escoceses das terras baixas são descendentes de pessoas de origem germânica. Durante o século VII dC, colonos de tribos germânicas de anglos se mudaram da Nortúmbria, no atual norte da Inglaterra e sudeste da Escócia, para a área ao redor de Edimburgo. Seus descendentes ocuparam gradualmente todas as Terras Baixas.
A pesquisa do historiador Felipe Fernández-Armesto sugere que os Lowlanders são descendentes de vários povos anglo-saxões, e ele propõe que, em contraste com "seus vizinhos celtas", os Lowlanders "compartilham uma origem comum, uma experiência histórica comum" com os ingleses. Um professor de geografia histórica, Barry Vann forneceu descobertas semelhantes, apontando que, embora sejam grupos étnicos únicos, os ingleses do norte e os escoceses das terras baixas têm "quase os mesmos ancestrais". O geógrafo político, Dennis Graham Pringle, sugere que essa etnogênese comum (em relação aos ingleses) se aplica tanto aos escoceses das terras baixas quanto aos escoceses do Ulster.
O historiador Murray Pittock escreveu como o "mito étnico ou, na melhor das hipóteses, meia verdade das origens germânicas dos escoceses das terras baixas também foi desenvolvido no século XVIII". Embora Pittock não tenha contestado especificamente a pluralidade étnica do povo escocês, ele sugere que a ascendência germânica dos escoceses das terras baixas é exagerada. Isso coloca seus pontos de vista em contraste com os acadêmicos Fernández-Armesto, Danver e Vann, que sugerem que as etnogêneses dos escoceses das terras baixas e dos ingleses divergiram praticamente do mesmo conjunto de ancestrais. Um especialista no campo da história escocesa, Colin Kidd observou que, além disso, o assentamento do povo flamengo (um grupo étnico germânico adicional) também contribuiu significativamente para a ascendência dos Lowlanders durante o reassentamento anglo-normando da Escócia, conhecido como Revolução davidiana .

### Declínio do domínio gaélico escocês
Em vez de Lowlanders (ou seus predecessores étnicos, como Anglos e, mais tarde, Nortumbrianos), foram os Gaels que foram o grupo étnico dominante e os fundadores da Escócia desde o século IX. Historicamente, os gaélicos surgiram durante o início da Idade Média, quando um amálgama de dois povos de língua celta, os pictos e os gaélicos, criou o Reino da Escócia (ou Reino de Alba) no século IX. No entanto, Alan MacDonald, da Universidade de Dundee, historiador do início da história escocesa moderna, observa que, no final do século XVI, os gaélicos haviam perdido o controle político da Escócia, o que exigia "propagandistas", como George Buchanan, para remover a mito de origem étnica gaélica do folclore da nação escocesa: 
Havia um mito, incluído na Declaração de Arbroath, de que os escoceses (por implicação, todos eles) eram descendentes de imigrantes irlandeses medievais, mas no final do século XVI essa lenda de origem foi adaptada para se tornar a justificativa da longevidade. da existência separada do reino escocês e, portanto, o status europeu de sua dinastia governante, não um mito nacional étnico. Isso nasceu, pelo menos parcialmente, do fato de que o centro de poder político da Escócia estava fora da esfera cultural dos descendentes dos escoceses originais: no sudeste, que falava uma língua semelhante ao inglês, em vez do noroeste, onde o gaélico permaneceu dominante. O mito nacional étnico não funcionou para quem está no poder, então foi transformado em um mito institucional. . . Embora se possa argumentar que isso era etnicamente exclusivo, uma vez que restringia a participação plena da política a falantes de escoceses em vez de gaélicos ... As leis foram entendidas como aplicáveis a todos que eram súditos do rei dos escoceses, independentemente de seu grupo étnico.
De acordo com a historiadora Susan Reynolds, a ofuscação da pluralidade étnica na Escócia tem sido necessária para os aspectos práticos da construção da nação desde a Idade Média. Nos séculos XV e XVI, termos construídos como 'escoceses de Trews' foram utilizados por oradores escoceses, como Blind Harry, na tentativa de diminuir a realidade de que o poder político e econômico da Escócia era controlado pelo povo escocês das terras baixas. Um estudioso dos costumes gaélicos escoceses, a pesquisa do Dr. Michael Newton sugere que no século XIX e início do século XX alguns intelectuais escoceses, como o palestrante público Alexander Fraser, estavam cooptando costumes gaélicos para os propósitos de uma etnia escocesa unitária construída. Parte do departamento de estudos celtas da Universidade St. Francis Xavier, Newton escreve que "os escoceses não são um grupo étnico ou racial singular: os anglófonos (da Inglaterra e das Terras Baixas Escocesas) foram " outros " gaélicos como uma raça inferior por gerações", continuando que " Fraser não reconhece ou explora a divisão Highland-Lowland em seus textos anglófonos; sua agenda é legitimar a participação de todos os escoceses na construção da nação". Julia Rudolph, da Universidade Estadual da Carolina do Norte, também estudou esse fenômeno. Um historiador do início da Europa moderna, Rudolph afirma que "as Terras Baixas construíram mitos políticos e eclesiásticos que se basearam na história dos antigos gaélicos escoceses de Dalriada enquanto dirigiam farpas hostis e dirigiam programas reformistas destinados à assimilação dos gaélicos das Terras Altas".

## História

### Idade média
De 1500 a 1700, a pesquisa do sociólogo Ian Carter da Universidade de Auckland sobre a época descobriu que não havia casamento entre os escoceses das terras baixas e seus vizinhos das Terras Altas, os gaélicos escoceses. No entanto, de acordo com o Dr. Sean Byrne da Universidade de Manitoba (um especialista em conflitos étnicos), enquanto os gaélicos e os Lowlanders permaneciam distintos na virada do século XVI, um "respeito mútuo existia entre esses grupos étnicos".

### Novo Mundo e assentamentos coloniais
Sewanee: A antropóloga da Universidade do Sul, Celeste Ray, observou que durante meados de 1700 os imigrantes escoceses para o sul americano eram grupos étnicos distintos, incluindo escoceses Gaels (referidos como "Escoceses Highlanders"), bem como " Escoceses das terras baixas e os escoceses-irlandeses (ou escoceses do Ulster), que se estabeleceram na Irlanda do Norte antes de imigrar para a América." O etnólogo sueco, Sigurd Erixon, escreveu sobre a migração do grupo étnico para o norte da Irlanda neste período: 
Assim, não há motivo para surpresa em descobrir semelhanças na cultura material nessas áreas, quando se lembra que um número considerável de escoceses da planície ocidental se estabeleceu no norte da Irlanda no século XVII.
Com os fundamentos da expansão britânica emergindo sob James VI e I, a estudiosa Mary J. Hickman sugere que, abordando a "gestão das relações nacionais/étnicas", a "plantação conacional" foi promovida como um empreendimento especificamente britânico envolvendo tanto escoceses das terras baixas quanto colonos ingleses."
Na América do Norte, os escoceses das terras baixas se estabeleceram como indivíduos, e não como um grupo, muitas vezes ao lado de ingleses. Os lowlanders, geralmente dentro de uma geração, se ajustavam aos sotaques e dialetos americanos, divergindo da língua escocesa, em contraste com os gaélicos escoceses que tendiam a reter a língua gaélica por várias gerações. Eles estavam super-representados entre os legalistas, permanecendo assim leais à Coroa Britânica, durante a Guerra Revolucionária Americana . De acordo com o geógrafo Donald W. Meinig, o apoio predominante à Coroa pode ter sido resultado de "tantos" Lowlanders sendo "agentes de casas mercantis" envolvidos com o comércio no império britânico.
Na Nova Zelândia o historiador James Belich estudou como os escoceses das terras baixas dominaram a demografia de Otago e Southland como um agrupamento etnoreligioso.

### Período moderno tardio
Os acadêmicos John M. MacKenzie e Tom Devine (que se especializou na história da Escócia) pesquisaram "identidades étnicas migrantes escocesas" separadas, descrevendo como, no século XIX, a apropriação de símbolos e costumes gaélicos pelos escoceses das terras baixas era cada vez mais comum. Colin Kidd sugere que a identidade étnica dos Lowlanders progrediu entre 1500 e 2000 para entender sua etnia como distinta, mas intercambiável com os ingleses dentro do contexto do estado britânico. Kidd observa que os escoceses das terras baixas não se viam como uma "minoria étnica" no Reino Unido entre os séculos 18 e 20. O historiador da Universidade de St Andrews, Robert Allan Houston, tira conclusões semelhantes, observando que "a identidade parcialmente compartilhada dos Lowlanders com os ingleses" muitas vezes resultou em apoio ao sindicalismo britânico entre o grupo étnico.

O Dr. Stuart MacDonald do Knox college, um especialista em historia escocesa moderna, publicou uma pesquisa afirmando que tão tarde quanto o século XIX, os Lowlanders permaneceram um Grupo étnico separado dos outros grupos escoceses:
Falar dos escoceses como um único grupo étnico também é um tanto problemático. Seria mais correto nos séculos XVIII e XIX falar de duas comunidades étnicas escocesas distintas, divididas por língua e cultura e, às vezes, antagonismos mútuos – Highlanders e Lowlanders.